# 特雷贝当
特雷贝当（法語：Trébédan，法語發音：[tʁebedɑ̃]）是法国阿摩尔滨海省的一个市镇，位于该省东部，属于迪南区。

## 地理
特雷贝当（48°23'59"N, 2°10'17"W）面积10.97 平方千米，位于法国布列塔尼大區阿摩尔滨海省，该省份为法国西北部沿海省份，位于布列塔尼半岛北部，北濒大西洋英吉利海峡，西接菲尼斯泰尔省，南至莫尔比昂省，东临伊勒-维莱讷省。
与特雷贝当接壤的市镇（或旧市镇、城区）包括：布吕斯维利、拉朗代克、朗盖迪亚、特雷利旺、维尔代甘加朗、伊维尼亚克拉图尔。

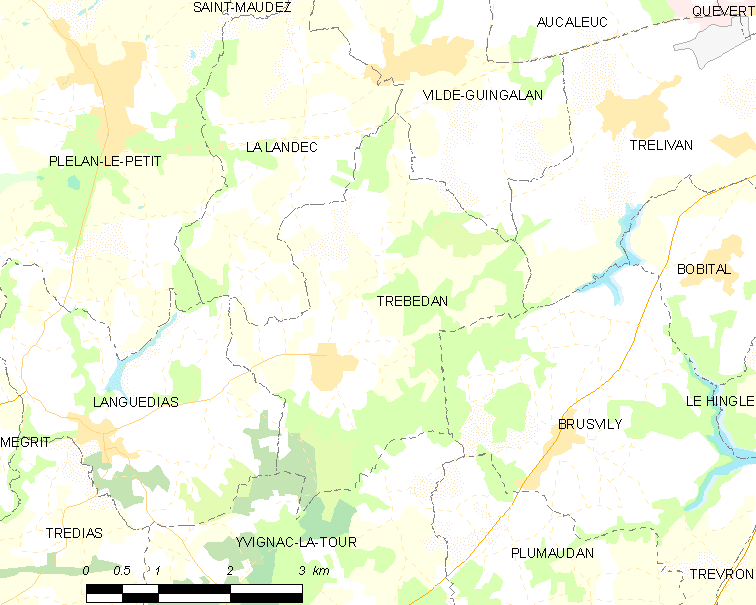
特雷贝当的OSM定位图

特雷贝当的时区为UTC+01:00、UTC+02:00（夏令时）。

## 行政
特雷贝当的邮政编码为22980，INSEE市镇编码为22342。

## 政治
特雷贝当所属的省级选区为普朗科埃特县。

## 人口

1962-2008年间特雷贝当人口变化图示

特雷贝当于2022年1月1日时的人口数量为439人。